# Arrenurus auricularis
Arrenurus auricularis är en kvalsterart som beskrevs av Lavers 1945. Arrenurus auricularis ingår i släktet Arrenurus och familjen Arrenuridae. Inga underarter finns listade i Catalogue of Life.